# Larry Silverstein
Larry Silverstein, född 30 maj 1931 i Brooklyn, är en amerikansk affärsman och fastighetsägare. Silverstein har uppmärksammats i tv-dokumentärer om elfte september 2001, till exempel The Conspiracy Files av BBC.